# Disruption
Disruption betyder afbrydelse, forstyrrelse eller sammenbrud. Det bruges især om det fænomen, at brugen af ny teknologi ændrer markedssituationen markant og eksempelvis medfører, at de hidtidige produkter og virksomheder bliver overflødige på feltet. Eksempler er Airbnb, der har ændret udlejningsmarkedet, og andre former for platformsøkonomi som Uber. Også Wikipedia kan betegnes som et eksempel på disruption - fremkomsten af den gratis internetbaserede encyklopædi har kraftigt ændret markedet for salg af encyklopædier.
Ordet er første gang registreret af Dansk Sprognævn i en artikel i Politiken i 2014. Brugt om følgerne af teknologisk innovation stammer det fra den amerikanske professor Clayton M. Christensen fra Harvard Business School, der i 1995 introducerede begrebet disruptive technology og senere udviklede teorien om disruptiv innovation.
Disruptiv innovation beskriver en proces, hvor små virksomheder med færre ressourcer er i stand til succesfuldt at udfordre etablerede modne virksomheder. 

## Disruption og kreativ destruktion
Selvom ordet er forholdsvis nyt, især på dansk, er den bagvedliggende tankegang betydelig ældre. Teorien om disruptiv innovation kan således spores tilbage til den østrigsk-amerikanske økonom Joseph Schumpeter, som i 1942 introducerede begrebet kreativ destruktion (creative destruction) - det fænomen, at en ny opfindelse, samtidig med at den skaber nye produkter og virksomheder, overflødiggør andre varer og jobfunktioner.

## Digital Disruption
Mange af de eksempler, der gives på disruption er digitale. Det særlige ved det digitale felt er, at teknologien udvikles eksponentielt, da den følger Moores lov. Derfor sker disruptiv innovation på det digitale felt væsentligt hurtigere end på andre områder. Det tværfaglige forskningsbaserede Konsortium for Digital Disruption på Aalborg Universitet adresserer dette.

## Disruptionråd
Ordet disruption kom for alvor til at indgå i samfundsdebatten, da det optrådte i Regeringen Lars Løkke Rasmussen III's regeringsgrundlag. Her er et af regeringens ønsker oprettelsen af et disruptionråd, også kaldet "Partnerskab om fremtidens arbejdsmarked", hvor arbejdsmarkedets parter, virksomheder, eksperter og relevante ministre skal drøfte og analysere fremtidens arbejdsmarked". Rådets opgave at pege på veje til, at de mange nye trends som digitalisering, robotter og kunstig intelligens kan gøre Danmark rigere og give bedre velfærd – og samtidig pege på, hvordan danskerne trygt kan gå denne fremtid i møde, hvor mange traditionelle job forsvinder.